# Templer Park
Templer Park  ou Templer's Park est un parc forestier situé en Malaisie, dans le Selangor,  à 21 km au nord de Kuala Lumpur, en direction de Rawang (en).

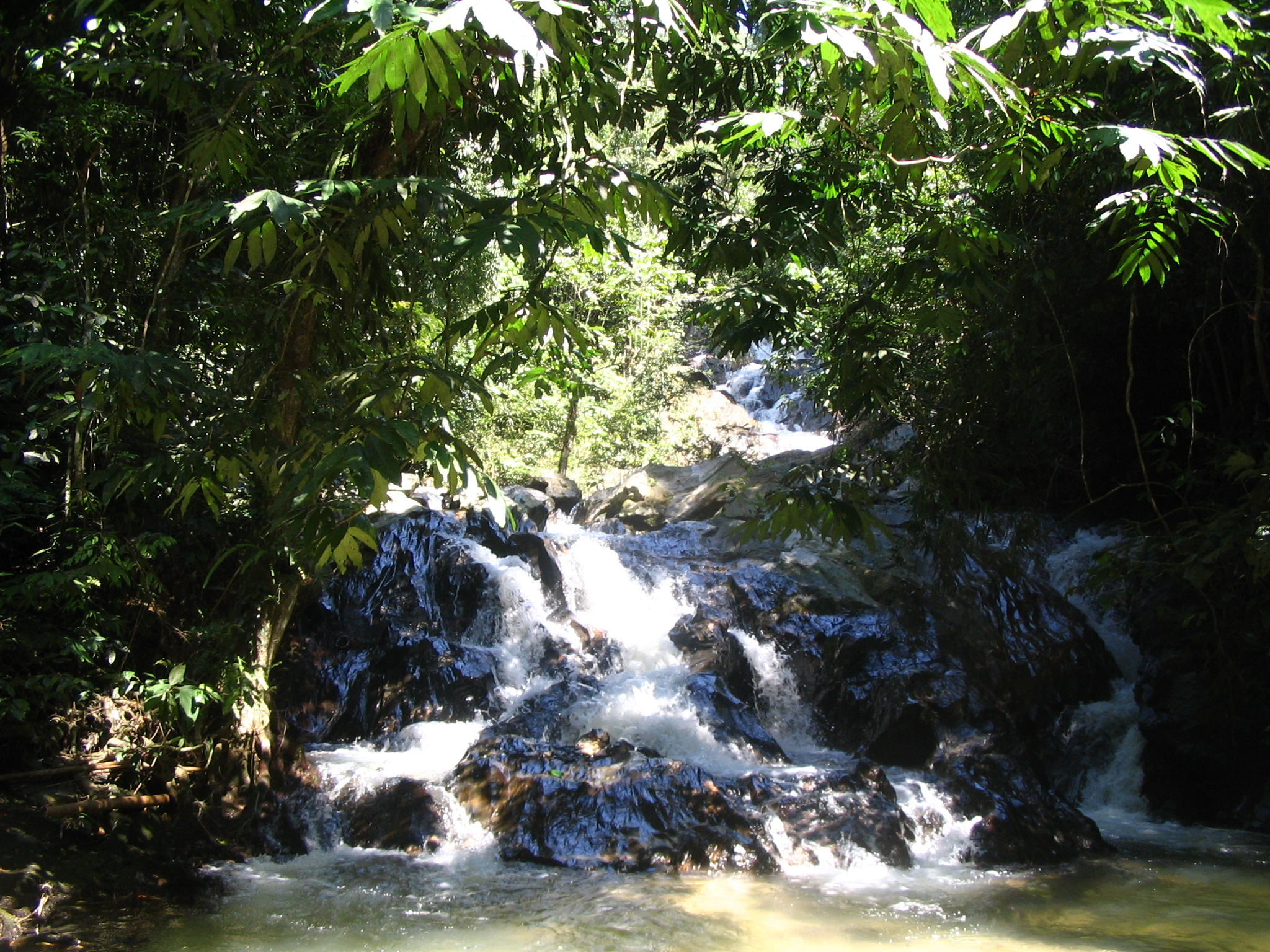
Templer Park: ensemble de cascades à 1 km en amont.

## Site
Cette réserve forestière de 1200 hectares, par la présence d'un bassin propice à la baignade, est un lieu de détente pour les habitants de Kuala Lumpur.
Un sentier forestier longeant le torrent s'enfonçant dans la jungle permet d'atteindre une petite cascade.

## Étymologie
Le nom de Templer vient de Sir Gerald Templer, administrateur colonial britannique.